# Die vier Federn (2002)
Die vier Federn (Originaltitel The Four Feathers) ist ein Spielfilm von Shekhar Kapur aus dem Jahr 2002. Er basiert auf dem gleichnamigen Roman des Autors Alfred Edward Woodley Mason aus dem Jahr 1902, der bereits mehrmals (1915, 1921, 1929, 1939, 1955 und 1977) als Kino- oder Fernsehproduktion verfilmt wurde. Es geht um einen jungen Offizier der britischen Armee, der im Viktorianischen Zeitalter kurz vor dem Abmarsch seiner Einheit in den Sudan seinen Abschied vom Militär nimmt und daher, gemäß den Konventionen seiner Zeit, sowohl von seinen drei besten Freunden als auch von seiner Verlobten als Feigling geächtet wird. Zum Zeichen seiner Brandmarkung senden ihm diese vier weiße Federn – daraufhin versucht er, in einem Selbstfindungsprozess sie alle und sich selbst von seinen wahren Motiven zu überzeugen.

## Hintergrund
Der Film spielt vor dem historischen Hintergrund des sogenannten Mahdi-Aufstandes. Im Sudan, der ab 1821 unter die Herrschaft der osmanischen Vizekönige (Khediven) von Ägypten gekommen war, kam es im Zuge der Besetzung zum Aufstand des Muhammad Ahmad, des Mahdi. Der neue britische Gouverneur des Sudan Gordon Pascha versuchte vergeblich, die Ausbreitung der Mahdi-Bewegung zu behindern. Am 26. Januar 1885 eroberten die Mahdisten die Hauptstadt Khartum, wobei Gordon Pascha getötet wurde. Die Gordon Relief Expedition zur Rettung Gordons unter General Wolseley, die den Hintergrund für die Verfilmung von 2002 liefert, erreichte die Stadt am 28. Januar 1885, zwei Tage, nachdem diese gefallen war. Daraufhin wurden die britischen Truppen aus dem Sudan bis auf wenige Gebiete abgezogen. Erst 1896 wurde ein britisch-ägyptisches Expeditionskorps unter Herbert Kitchener in Marsch gesetzt, das die Mahdisten am 2. September 1898 in der Schlacht von Omdurman besiegte. Anders als in der Verfilmung von 2002 stellen diese Expedition und die Schlacht von Omdurman den Mittelpunkt des Buches von A. E. W. Mason und der Verfilmung von 1955 dar.

## Handlung

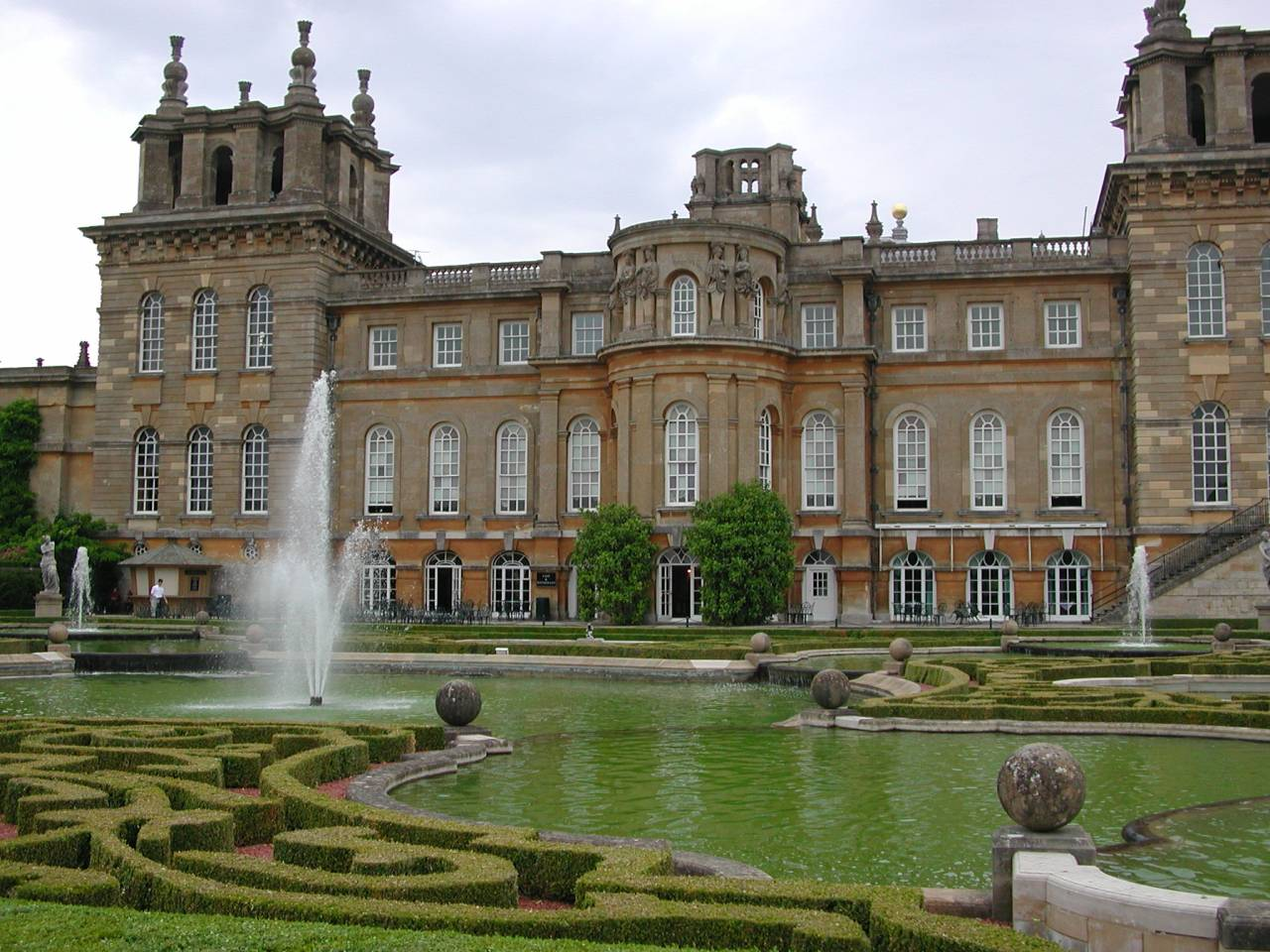
Blenheim Palace

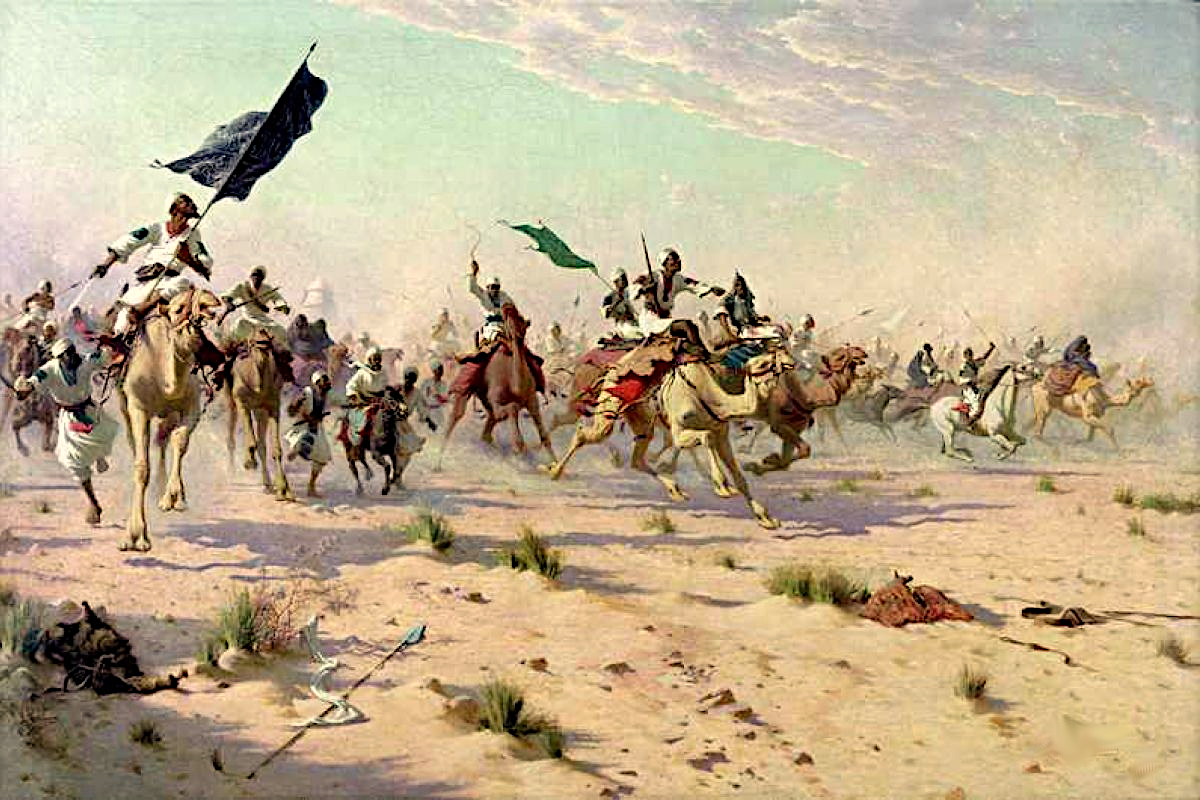
Kamelreiter des Mahdis

Harry Faversham, Leutnant bei den Royal Cumbrians, einem (fiktiven) Regiment der British Army, scheint eine glänzende Zukunft vor sich zu haben. Als Sohn eines Generals sind Karriere und gesellschaftlicher Rang vorgezeichnet. Der gutaussehende und begabte Soldat ist bei seinen Kameraden wie auch den Vorgesetzten beliebt. Bei einem Ball wird die Verlobung Harrys mit Ethne verkündet, auf die sich insgeheim auch Harrys Freund Jack Durrance Hoffnung gemacht hatte. Harrys Glück scheint perfekt, bis der Colonel des Regiments bei einem feierlichen Bankett die „frohe Botschaft“ verkündet, dass auch die „Royal Cumbrians“ die Ehre und Pflicht genießen würden, in den Krieg nach dem Sudan ziehen zu dürfen. Alle jubeln, Harry reagiert jedoch verhalten. Harry hatte nur seinem Vater zuliebe die Militärkarriere gewählt und geglaubt, mit vier Jahren Dienst den Ansprüchen der Gesellschaft Genüge zu tun. Im Grunde seines Herzens Pazifist, erklärt er seinem verdutzten Colonel seinen Abschied. Als sich Harry seiner Verlobten gegenüber offenbart, versteht sie ihn zunächst falsch und glaubt, dass er nur aus Rücksichtnahme auf sie selbst den Krieg scheue. Daher erklärt sie, dass sie auf ihn warten werde, er möge beruhigt in den Sudan ziehen. Als er ihr seine wahren Beweggründe erklärt, wendet sie sich von ihm ab – wie auch sein Vater, der ihm entgegnet, ihn nicht zu kennen. Jack, Ethne sowie zwei Freunde aus Harrys Regiment schicken diesem eine Schachtel mit vier weißen Federn – den "Federn der Feigheit".
Harry beschließt, auf eigene Faust in den Sudan zu reisen, um seine Freunde zu beschützen und ihnen zu beweisen, dass er kein Feigling sei. Im Sudan erleben seine Freunde bereits den ungewohnten Guerilla-Kampf gegen einen Scharfschützen in den Kasbah-Schluchten einer sudanesischen Stadt. Nach seiner Ankunft versucht Harry mit der Karawane des brutalen Franzosen Gustave ins Landesinnere zum Stützpunkt seiner Kameraden zu kommen. Dieser verdient sein Geld unter anderem damit, dass er Dinka-Frauen als Prostituierte an die Soldaten verkauft. Der Händler misshandelt und demütigt die Frauen, die nachts den Unterdrücker erschlagen und Harry nur deswegen verschonen, weil er am Tag zuvor eine Auspeitschung zu verhindern versuchte. Ohne Führer und mit wenig Wasser schleppt sich Harry dahin, bis er schließlich vom Dromedar fällt und in der Wüste zu verdursten droht. Doch in der Gestalt des hünenhaften Schwarzen Abou Fatmas (etwa „Vater des Schicksals“) wird er gerettet. Der Fatalist, ein einstiger Kundschafter der britischen Truppen unter General William Hicks, die in der Schlacht von Scheikan zerschlagen wurden, erklärt sich für Harrys Wohl verantwortlich, da ihn das Schicksal über seinen Weg geführt habe.
So gelangt Harry dank der Hilfe Abous als Träger in die Dienste des Stützpunktes seiner Kameraden. Jack weilt entgegen seinem Willen in England, um dort als Kriegsheld Propaganda für den Krieg in Afrika zu machen. Zwangsläufig trifft er sich dort auch mit Ethne. Da Harry als verschollen gilt, nähern sich die beiden an. Inzwischen bemerken Abou und Harry, dass sich Späher des Mahdi auch unter den Trägern der Kompanie befinden. Als diese sich im Verlauf eines leichten Sandsturms davonschleichen, verfolgen beide den Trupp mit Kamelen und stellen fest, dass der nächste größere Stützpunkt der Briten bereits vom Feind eingenommen und die Besatzung abgeschlachtet worden ist. Die Männer des Mahdis tragen nun die roten Röcke, die sie den Leichen abgenommen habe, sodass die Falle offenkundig ist. Harry wird in den Dienst der Mahdis gezwungen, jedoch kann er Abou noch mit einer Nachricht zu den Royal Cumbrians schicken, um sie vor dem Hinterhalt zu warnen. Die verblendeten britischen Offiziere glauben dem Afrikaner jedoch trotz seiner Beteuerungen nicht und lassen ihn als Deserteur festnehmen und auspeitschen.
Ein kleinerer Trupp feindlicher Kavallerie nähert sich dem Regiment und wird niedergeschossen, ohne zu bemerken, dass dieser Scheinangriff nur dazu dient, sie in der Ebene einzukesseln. In der anschließenden Schlacht ist die Übermacht zu groß. Gerade als die Briten meinen, sich Luft verschafft zu haben, glauben sie einen Reiter-Ausfall des nahen Stützpunkts zu sehen – allerdings sind es nur die verkleideten Männer des Mahdi, unter die sich auch Harry gemischt hat. Zu spät bemerken die Briten den Irrtum und versuchen, sich zurückzuziehen. Im Rückzugsgefecht wird Castleton von den eigenen Kugeln getötet, Trench gefangen genommen und Jack bei der Explosion seines Gewehrs geblendet. Mit Mühe kann Harry den Blinden retten, der ihn nicht erkennt. Harry liest mehr zufällig die Briefe seiner Ex-Verlobten und schafft den Freund zum nächsten Lazarett. Dort deckt er Willoughby gegenüber seine Identität auf, um sich nun allein der Rettung Trenchs zu widmen, der in dem berüchtigten Gefängnis von Omdurman eingekerkert sein soll.
Wochen später besucht Willoughby den leidlich wiederhergestellten Jack auf dem Gut Ethnes, wo offenkundig wird, dass dieser nun Harrys Platz bei der jungen Frau eingenommen hat. Willoughby erzählt Durrance von seiner Begegnung – dieser jedoch verschweigt Ethne das Auftauchen ihres ehemaligen Verlobten. Gleichzeitig hat sich Harry provokativ ins Gefängnis einliefern lassen, wo nachts klaustrophobische Verhältnisse herrschen, die sich Kapur erdachte. Hunderte von Männern laufen dort zusammengepfercht im Kreis, ohne Ruhe zu finden. Wer zum Stillstand kommt, wird totgetrampelt. Lediglich am Rand auf einigen Mauerabsätzen finden Trench und Harry kurzzeitig Erholung. Durch den Steinbruch und die ungenügende Ernährung sind die Freunde kurz vor dem Kollaps, als Abou gleichsam als rettender Engel ihnen Nahrung und ein Gift bringt, das sie in einen todähnlichen Schlaf versenken soll, um die Flucht aus dem Massengrab zu ermöglichen. Der Trick scheint fast zu gelingen, aber der Leiter des Camps schöpft Verdacht und setzt ihnen mit ein paar Männern nach. Die Fliehenden trennen sich, Abou läuft mit Trench über der Schulter eine Sanddüne empor, um auf dem Gipfel nach mehreren Fehlschüssen seiner Verfolger dann doch zusammenzubrechen. Der Oberwächter ist Harry gefolgt und scheint ihn mit bloßen Händen inmitten der Dünenlandschaft umbringen zu können, als Harry schließlich den körperlich überlegenen Gegner mit einem scharfen Knochen ersticht.
Wieder angekommen in England, trifft Harry auf Jack, der ihn zunächst kühl empfängt. Als er aber durch eine mehr zufällige Berührung mit Harrys Gesicht feststellt, dass dieser der „stumme“ Mann war, der ihn einst gerettet hatte, und er somit auch von den Briefen Ethnes weiß, erkennt er die wahre moralische Stärke von Harrys Handeln. Er verzichtet auf die junge Frau, während Harry entgegnet, sie habe selbst zu entscheiden. In der abschließenden Rede spricht Jack davon, dass es in einem derartigen Kampf nicht mehr darum gehe, dass man seinem Vaterland diene, sondern denjenigen schütze, der als Kamerad oder Freund neben einem stehe. Schließlich wird noch ein Happy End zwischen Harry und Ethne angedeutet.

## Anachronismen und Filmfehler
Eine der historischen Ungenauigkeiten besteht darin, dass das Regiment die für Briten typischen roten Uniformen trägt, obwohl es im Einsatz im Sudan eine graue Tracht trug. Dem Regisseur war dies bekannt, er wählte jedoch wegen des besseren Farbkontrasts das rote Uniformtuch.
Auch als die Militärstreife einen Scharfschützen in der Altstadt verfolgt, schießt einer der Soldaten in rascher Folge mehrere Salven. Nur wäre dies mit dem eigentlichen Martini-Henry-Gewehr, einer Einzelladerbüchse, in dieser Form nicht möglich gewesen.
In dem den Film eröffnenden Rugby-Match unterbricht der Schiedsrichter das Spiel erst nach drei schweren Fouls, obwohl dies schon nach einem Einzelnen hätte geschehen müssen. Laut Audiokommentar wollte Kapur damit aufzeigen, dass diese extrem auf Konventionen und Regeln bedachte viktorianische Gesellschaft ausgerechnet in ihren Sportarten bereits den Kampf und die Brutalität ihres Imperialismus vorausgenommen hatte.
Die historisch nicht ganz korrekte Überzeichnung einer britischen Sportart ist vielleicht Kapurs indischer Herkunft zuzuschreiben. In einigen indischen Filmen sind manche, selbst weniger körperbetonte, europäische Sportarten extrem herausdifferenziert worden. Ein Beispiel dafür ist der Film Lagaan, in dem die heimischen Protagonisten die verbissene Ernsthaftigkeit des Cricketspiels zunächst nicht nachvollziehen können. Erst durch die Darstellung aus einer anderen Perspektive erschließen sich damit innere Mechanismen.

## Interpretation des Regisseurs

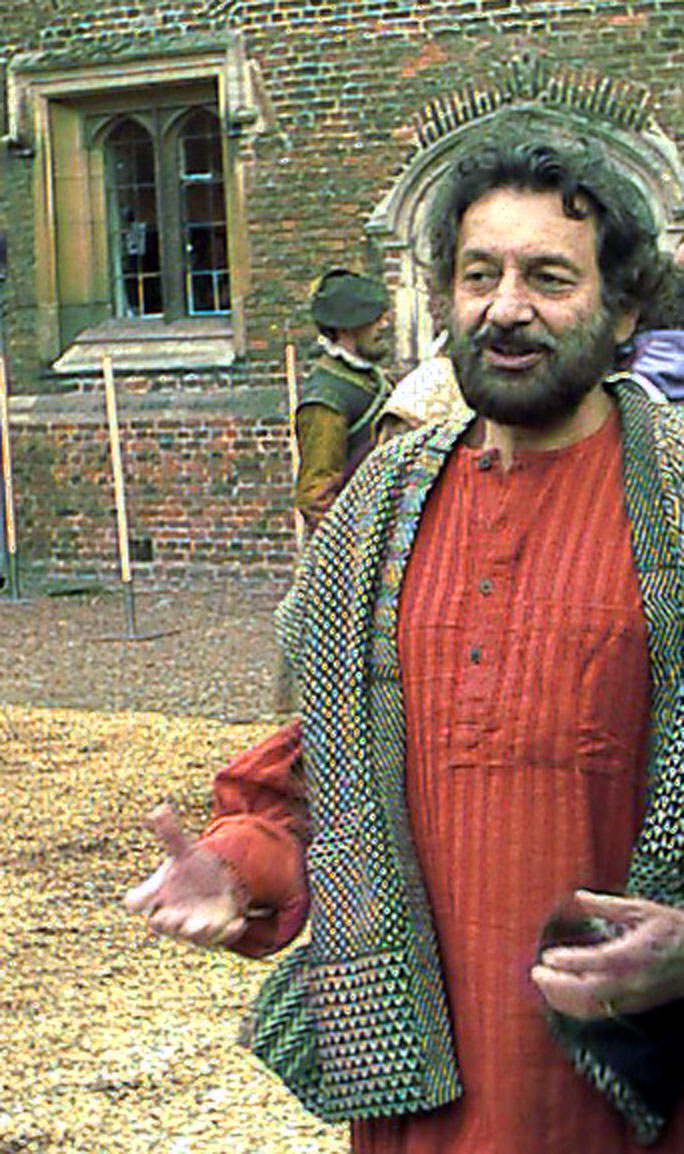
Regisseur Shekhar Kapur

„Der Film ist im Kern eine Geschichte über junge Burschen, die im Krieg zu Männern werden, und er zeigt den Wandel von jungenhafter Naivität zu einem Punkte, an dem Zweifel und realistische Selbstbespiegelung möglich sind. Als Filmemacher zeige ich das England jener Jahre als einen Ort, an dem Fragen nicht erlaubt waren – der Sudan jedoch ist ein Platz, wo elementare Fragen gestellt werden müssen, wenn man überleben will. Harry Feversham nimmt dabei die Figur mit den größten Selbstzweifeln ein, und ich suchte lange nach einem Schauspieler, der auch in der Niederlage würdevoll sein und dem Publikum wachsende Weisheit kommunizieren kann. Und als ich schließlich Heath Ledger testete, war ich überrascht, welch seelische Tiefe er zu zeigen in der Lage ist.“

## Kritik
Die US-amerikanische Zeitung San Francisco Chronicle sieht eine Ambivalenz des Films, der sich nicht über seine Haltung zu Kolonialismus und Heldentum im Klaren sei. Ein glänzendes Epos werde für ein verworrenes Script verwurstet. Das deutsche Kinoportal MovieMaze sieht die Motivationen der einzelnen Charaktere überzeugend herausgestrichen. Dank der gut aufgelegten Hauptdarsteller und der grandiosen Optik biete der Film knappe zwei Stunden gute Unterhaltung. Die Online-Ausgabe des (britischen) BBC erkannte zwar die optische Brillanz des Films an, reklamierte aber „Blutleere“ (the beauty of the battle scenes can't compensate for the bloodlessness elsewhere) und resümierte: Ein steifer, mittelmäßiger Historienfilm. Shekar Kapurs Remake des Imperialismus-Epos von 1939 ist so unnötig wie uninteressant (A stilted, so-so period pic, Shekhar Kapur's remake of the 1939 imperialist epic is as unnecessary as it is uninteresting.). Bei der TV-Auswertung sah die deutschsprachige Presse den Film als „beinharten Selbstfindungstrip“ an: So geize das Epos „nicht mit üppigen Schlachtenszenen und Schaueffekten, trotzdem ist der […] Regisseur […] weit davon entfernt, britischen Kolonialismus zu verherrlichen.“
Die Auswertung von 150 Kritiken auf Rotten Tomatoes ergab einen positiven Anteil von 41 %

## Ausstrahlung in Deutschland
Am 4. September 2005 strahlte ProSieben den Film in deutscher Free-TV-Premiere zur Prime Time aus. Den Film sahen 2,09 Millionen Zuschauer der werberelevanten Zielgruppe, was einen Marktanteil von 14,5 Prozent bedeutet. Die Gesamtzuschaueranzahl betrug 2,80 Millionen Zuschauer bei einem Marktanteil von 8,60 Prozent.